# Ковалёв, Геннадий Павлович
Геннадий Павлович Ковалёв — советский хозяйственный, государственный и политический деятель, член КПСС, секретарь чувашского республиканского комитета КПСС. 

## Биография
Г. П. Ковалёв родился в 1924 году в посёлке рудника Изварино (Краснодонский район Луганской области Украины).
В 1947 году Ковалёв окончил Ростовский-на-Дону институт инженеров железнодорожного транспорта и был направлен в Чувашскую АССР.
В 1947–1954 годах он работал на Канашском вагоноремонтном заводе в должностях: мастер цеха, технический приёмщик вагонов, инженер технического отдела, заместитель главного технолога, начальник ОТК, начальник рессорно-пружинного цеха.
В 1954 году — стал на том же заводе освобождённым секретарём комитета КПСС, затем до 1961 года снова работал на производственных должностях Канашского вагоноремонтного завода: начальник инструментально-ремонтно-механического цеха, начальник производственного отдела, главный конструктор, начальник отдела подготовки проекта КБ завода.
В 1961–1964 годах — работал в должности главного инженера Чебоксарского завода тракторных запасных частей.
В 1964 году Ковалёв назначен заведущим промышленно-транспортным отделом Чувашского обкома КПСС.
В 1965 году он избран первым секретарём Чебоксарского горкома КПСС.
С февраля 1974 по декабрь 1985 Ковалёв занимал должность секретаря Чувашского обкома КПСС.
Делегат XXIII и XXIV съездов КПСС.
Г. П. Ковалёв умер 20 июня 2005 года в Чебоксарах.

## Награды
- Орден Трудового Красного Знамени (трижды)[1]
- Орден Дружбы народов[1]
- Медали[1]